# Love Actually... Sucks!
Love Actually... Sucks! (en chino: 愛很爛) es una película de Hong Kong de 2011, dirigida por el productor cinematográfico chino de Hong Kong Scud (Danny Cheng Wan-Cheung 云翔). El título de la película es un juego de palabras humorístico con la comedia romántica de 2003 Love Actually, ya que trata de relaciones similares, complicadas e interconectadas. Se estrenó en el 47º Festival Internacional de Cine de Chicago, en octubre de 2011. Explora varios temas tradicionalmente considerados "tabú" en la sociedad de Hong Kong, de una manera inusualmente abierta y desafiante de las convenciones, presentando con frecuencia desnudez frontal total masculina y femenina. Es la cuarta de siete películas estrenadas públicamente por Scud. Las otras seis películas son: City Without Baseball en 2008, Permanent Residence en 2009, Amphetamine en 2010, Voyage en 2013, Utopians en 2015 y Thirty Years of Adonis en 2017. La octava película, Apostles, se realizó en 2022, al igual que la novena, Bodyshop, pero ninguna de las dos se ha estrenado aún. La décima y última película, Naked Nations: Hong Kong Tribe, se encuentra actualmente en producción.

## Trama
Love Actually... Sucks! se inspiró en hechos de la vida real y comienza con una fiesta de bodas dramática. Cuenta una variedad de historias sobre un amor que salió mal: un hermano y una hermana en una relación ilícita, un pintor casado que se enamora de su joven modelo masculino, un profesor de escuela de danza que se involucra con su estudiante mayor, una pareja de lesbianas que interpretan roles y un complejo triángulo amoroso. La película celebra la creencia de que la vida es amor.  

## Elenco
- Osman Hung como Spider
- Linda So como Moon
- Haze Leung como Policía
- John Tai como Pintor
- Tang Wei como Modelo
- Calvin Wong como Chico en la sauna
- Owen Lee as Profesor de danca
- Alice Chen como Queen

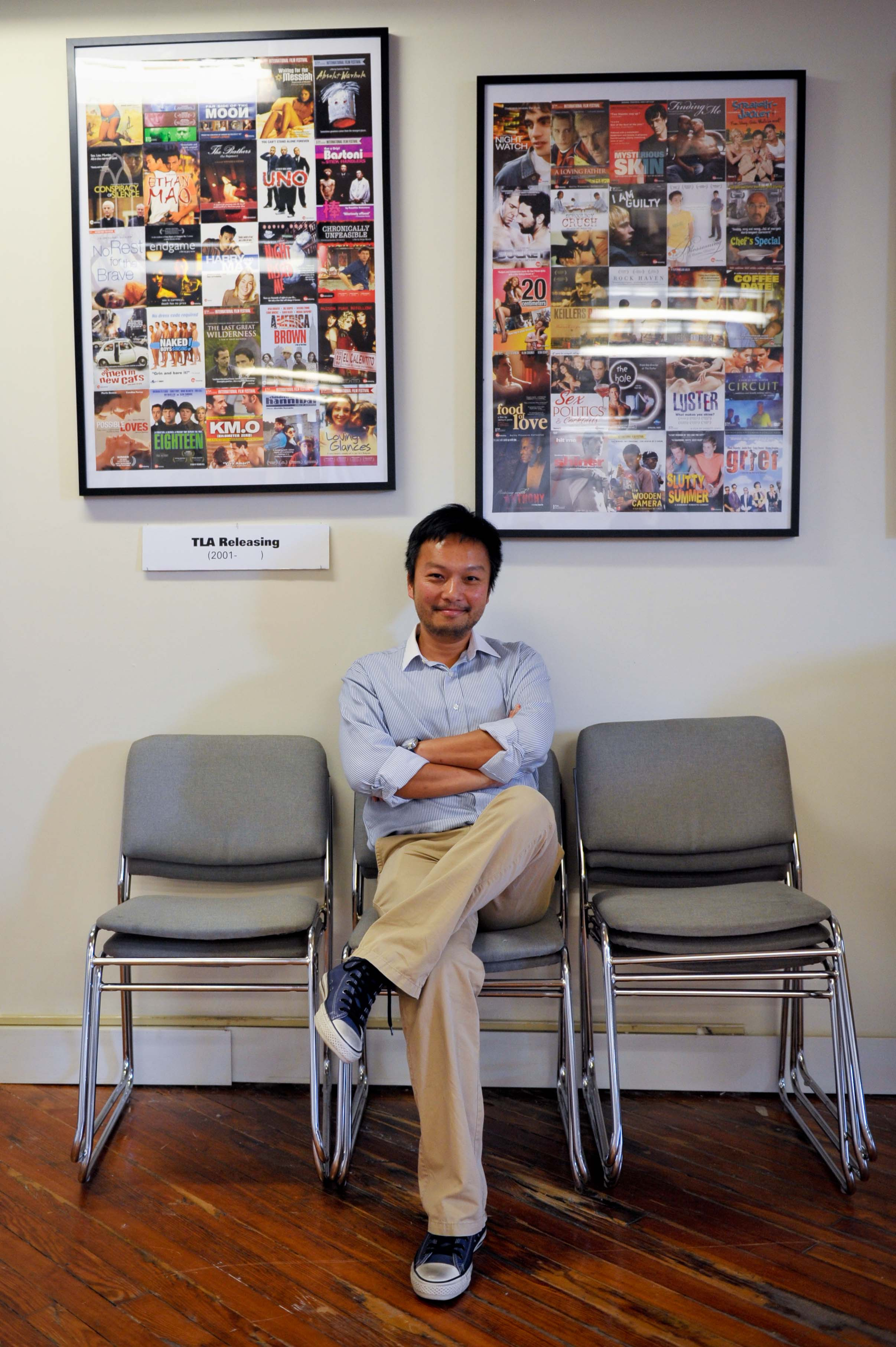

- Betty Chan como Hija del profesor de danza
- Christepher Wee como Hermano
- Sherry Li como Hermana
- Lareine Xu como Policía
- Celia Chang como Hija de la policía
- Jackie Chow como Novio
- Winnie Leung como Esposa
- Ryo van Kooten como Marido

## Producción
Una escena memorable de la película muestra a una mujer practicándole sexo oral a su novio. Scud confirmó que el acto no fue simulado. "Al principio, Linda So estaba preocupada por si iba a poder hacerlo. La escena tardó cinco tomas en filmarse y Haze Leung bromeó: 'Una toma más y me habría corrido'. Cuando terminamos, Linda y Haze se desplomaron de risa. Son verdaderos profesionales", dijo Scud.

## Medios domésticos
Una edición de Panorama Distribution de Love Actually... Sucks! Se lanzó internacionalmente000 en VCD, DVD y Blu-ray Disc el 26 de junio de 2012.[cita requerida]